# پیپریلن
پیپریلن (به انگلیسی: Piperylene) یک ترکیب شیمیایی با شناسه پاب‌کم ۶۲۲۰۴ است. که جرم مولی آن ۶۸٫۱۱۷ g/mol می‌باشد. شکل ظاهری این ترکیب، مایع بی‌رنگ است.